# Institut de formation, d'animation et de conseil
Ne doit pas être confondu avec la Fédération internationale des comptables
L’Institut de formation, d'animation et de conseil (Ifac) est une association à but non lucratif française (association loi de 1901), à vocation éducative, sociale et territoriale.

## Une association au service des acteurs locaux
L’Ifac a trois finalités:
- la formation ;
- l’animation d’activités et la gestion d'espaces socioculturels et éducatifs ;
- le conseil des acteurs de la vie locale.

L’Ifac agit avec les élus locaux[évasif], les professionnels et les habitants d’un territoire pour l’éducation permanente de tous, le développement des services à la population et le concours à l’initiative locale. Attaché à sa vocation associative et impliqué dans l’économie sociale, la priorité de l’Ifac est la qualité de ses actions et le service aux habitants.

## Historique
La première association (Ifac 92) est créée sur le département des Hauts-de-Seine en 1975 à l'initiative d'un groupe de jeunes responsables associatifs parmi lesquels André Santini, Jean-Pierre Bourdon et Marc Guillemot.
Leur volonté était de proposer une autre manière de concevoir la formation et l'animation : proximité avec les territoires et les populations, technicité, neutralité, indépendance et qualité. 
L’association nationale est créée en 1984. Elle est un espace d'échange et de partenariat entre élus locaux et professionnels et, entre professionnels et particuliers, dans le cadre de services d'animation et d'action sociale. Elle exerce ses actions auprès de publics de tous âges (de la petite enfance aux personnes âgées), pour des missions d'animation, de loisirs (enfance/famille), d'insertion et de promotion de l'emploi, citoyennes, et de soutien à la vie associative.
L’Ifac est une association laïque.
Après plus de 45 ans d'activité, l’Ifac compte actuellement 22 délégations sur le territoire (liste ci-dessous), regroupe plus de 2 000 permanents, forme environ 25 000 stagiaires par an et intervient dans plus de 400 structures d'animation.

## Actions

### Formation(s)

#### Centres de vacances et de loisirs
- Formation BAFA (animateurs) – BAFD (directeurs)

- Animation/gestion de structures d'accueil (accueils de loisirs, séjours de vacances, structures jeunesses…)

#### Animation professionnelle
- Aides Animateurs techniciens BAPAAT niv.5
- Animateurs BPJEPS niv.4
- Responsables d'équipement DEJEPS niv.3
- Coordinateurs, responsables territoriaux DESJEPS niv.2
- VAE pour les diplômes de l'animation

#### Métiers de l'enfance et de la petite enfance
Assistant(e)s maternel(le)s
Auxiliaire de puériculture - préparation au Diplôme d'État d'auxiliaire de puériculture (DEAP) avec trois écoles en Île-de-France
Agent de la petite enfance, atsem, animateur petite enfance - formation au CAP petite enfance

#### Prévention spécialisée
- Moniteurs éducateurs (DEME)
- Éducateurs spécialisés (DEES)
- Responsables d'équipes (CAFERUIS)

#### Actions sociales et éducatives
- Délégués des élèves
- Bénévoles et responsables associatifs
- Jeux éducatifs et citoyens sur les thèmes de la loi, de la santé, du multimédia, de lutte contre les discriminations, la violence....
- Accueil de jeunes en Service civil

### Animation / Gestion pour les collectivités locales et les associations
- Animation de plus de 400 équipements (accueil de loisirs, accueils périscolaires, centres sociaux, centres d'animation, espaces jeunes...) sur le territoire national
- Gestionnaire de 15 crèches et de 10 RAM
- Conventions Pôle emploi
- Actions de prévention et de sensibilisation en milieu scolaire (santé, citoyenneté)
- Encadrement et accompagnement de volontaires (Service Civique[3])

### Conseil aux collectivités locales et aux associations
- Accompagnement sur les politiques éducatives et leurs mises en œuvre
- Accompagnement sur les dispositifs d'accueil de la petite enfance et de l'aide à la parentalité

## Agréments
- Jeunesse Éducation populaire (habilitation[4] délivrée par le Ministère de l’Éducation Nationale, de la Jeunesse et des sports)
- Association complémentaire de l'école publique,
- Organisme de formation qualifié Qualiopi.
- Organisme de formation bafa bafd (habilitation nationale délivrée par le Ministère de la Jeunesse, des Sports et de la Vie Associative)
- Organisme de formation pour l'animation, la petite enfance et l'éducation
- Organisme d'accueil de volontaires associatifs et des services civils volontaires[5]
- Organisme partenaire pour la formation des élus locaux.